# Tuloui Fujiana
Tuloui Fujiana (kineski: 福建土楼; pinyin: Fújiàn Tǔlóu, što znači "Zemljane građevine Fujiana") je skupina od 46 građevina naroda Hakka, i drugih, u na jugozapadu jugoistočne kineske pokrajine Fujian, izgrađenih od 12. do 20. stoljeća na području od 120 km². 
Tuloui Fujiana su 2008. godine upisani na UNESCO-ov popis mjesta svjetske baštine u Aziji i Oceaniji kao "izvanredan primjer graditeljske tradicije i funkcionalnosti određenog tipa komunalnog života i obrambene organizacije u skladnom odnosu s prirodnim krajolikom".

## Povijest
Arheološka istraživanja otkrila su se komunalne kuće građene od sabijene zemlje u Kini, središnjoj Aziji i istočnoj Aziji gradile od neolitika (prije 6.000 godina). Tijekom dugog razdoblja socijalni, ekonomski i kulturni razvoj u jugoistočnoj Kini je bio usko povezan s masovnim imigracijama ljudi sa sjevera. Tijekom zapadne dinastije Jin (307. – 12. pr. Kr.), zbog kontinuiranog ratovanja i teške suše, ljudi iz središnje Kine su se selili prema jugu, mnogi od njih su došli u Fujian, donoseći sa sobom naprednu kulturu središnje Kine, i Fujian je počeo rasti. U kasnoj dinastiji Tang (7. – 8. st.), ljudi u središnjoj Kini su se opet selili na jug u velikom broju kako bi izbjegli rat. Mnogi su prostigli u Quanzhou i Fuzhou duž obale Fujiana i Jianzhoua na sjeveru. Oni koji su se naselili u jugoistočnom Fujianu (Zhangzhou i Quangzhou) tijekom spajanja s lokalnim ljudima postali su narod Fulao koji govore dijalekt Minnan (jug Fujiana). Neki od njihovih potomaka otišli su još dalje, u prekomorske zemlje. Tijekom kasnijih godina Sjeverne Song dinastije i posebno južne dinastije Song (1127. – 1279.), osvajanjem sjeverne Kine od strane Jin naroda mnogi ljudi u središnjoj Kini su opet bili prisiljeni krenuti prema jugu, noseći sa sobom jezik i kulturu središnje Kine u obliku naroda Hakka, sada uglavnom distribuiran u pokrajinama Jiangxi, Fujian, Guangdong i Hainan, ali i na Tajvanu, zajedno s milijunima prekomorskih Kineza u svijetu.
Tuloui Fujiana su se prvi pojavili za dinastija Song i Yuan (11. do 13. stoljeća), a razvili su se u 14. i 16. stoljeću (Rana i srednja dinastija Ming), dosegnuvši vrhunac između 17. stoljeća i prve polovice 20. stoljeća (kasni Ming i dinastija Qing, ali i vrijeme Republike Kine).
Prvi tuloui su razmjerno male, pravokutne ili kvadratične zgrade, otvorenog tipa bez kamenih temelja. Od kraja 14. stoljeća do početka 17. stoljeća (dinastije Ming), kao odgovor na poboljšanje razvitka poljoprivrede (kao što je uzgoj stoke ili pataka) u Fujianu, i često napade bandita (privučeni prosperitetom područja) podižu se mnogo veći tuloui. Kao rezultat povećanja obrade duhana i čaja između sredine 17. i prve polovice 20. stoljeća, tuloui se dalje razvijjaju tako da svojom veličinom i ukrasima odražavaju bogatstvo lokalne proizvodnje.
Tuloui, iako pružaju funkciju komunalnog stanovanja i jačanja strukture klanova, bili su sve do 20. stoljeća, uglavnom izgrađeni kao vlasništvo jedne moćne osobe. Mnogi tuloui su izuzetno dobro dokumentirani i poznata su imena osnivača klanova i graditelja već u 13. stoljeću, a u mnogim područjima bili su u posjedu iste obitelji sve do 20. stoljeća.
Tako je na primjer, prva zgrada skupine tuloua u Hongkengu pripisana Lin Yongsongu, potomku dva brata koji su se preselili u ovo područje oko 1290. godine, dok je Zhencheng Lou, izgrađen 1912. godinei koštao 80.000 srebrnih dolara, djelo 21. generacije potomaka obitelji Lin, koji su zaradili bogatstvo napravivši rezač za Sunrise tvornicu cigareta.
Tuloui izgrađeni u 20. stoljeću su često financirali prekomorske kineske obitelji, kao što je jedan tulou u Gaobei skupini gdje je lokalni vođa klana izgradio zgradu novcem kojeg mu je poslao rođak iz inozemstva, po kojemu je zgrada dobila ime.

## Odlike
Smješteni između polja riže, čaja i duhana, Tuloui su zemljane nastambe visoke nekoliko katova, okrenute prema unutra, kružnog ili kvadratnog tlocrta, kao dom za do 800 osoba. Oni su izgrađeni za obrambenu svrhu oko središnjeg dvorišta sa samo jednim ulazom i prozorima na prvom katu. 
Stambena kuća cijelog klana je funkcionirala kao selo jedinica i bili su poznati kao "malo kraljevstvo za obitelj" ili "užurban mali grad." Oni imaju visoke utvrđene zidove od blata i pokriveni su popločanim krovovima sa širokom strehom, a najrazrađenije građevine su iz 17. i 18. stoljeća. Zgrade su bile podijeljene okomito između obitelji od kojih je svaka raspolagala s dvije ili tri sobe na svakom katu. Za razliku od svoje obične vanjštine, unutrašnjost tuloua je izgrađena za udobnost i bili su često vrlo uređeni.
Najslavniji tuloui su: Selo Chuxi (初溪土樓群) u općini Yongding, Zhenchenglou (振成樓) ili "Prinčev tulou" u Hongkengu (Yongding), Chengqilou (承啟樓) ili "Kraljevski tulou" u selu Gaotou (Yongding), Tianluokeng Tulou (田螺坑土楼群) skupina kod grada Zhangzhoua (općina Nanjing), Yuchanglou (裕昌樓) u Selu Xiabanliao (Nanjing), Eryilou (二宜樓) u selu Dadi kod grada Zhangzhoua, i dr.

## Vanjske poveznice
- From the Earth  Arhivirana inačica izvorne stranice od 25. srpnja 2008. (Wayback Machine) Article about the Tulou earth villages of the Fujian Hakka (engl.)
- Tuloui Fujiana - fotografije  Arhivirana inačica izvorne stranice od 12. veljače 2009. (Wayback Machine)